# Bertil Ohlin
Bertil Gotthard Ohlin (født 23. april 1899, død 3. august 1979) var en svensk økonom, økonomisk historiker og senere politiker. Han fik i 1977 Nobelprisen i økonomi for sine banebrydende tanker indenfor international økonomi, specielt handelsteori.

## Karriere som økonom
Ohlin fik en doktorgrad fra Stockholms Universitet i 1924 for en afhandling om handelsteori. 1924-1929 var han professor i økonomi ved Københavns Universitet og blev på dette tidspunkt dansk statsborger. 1929 vendte han tilbage til Sverige, hvor han blev professor i nationaløkonomi ved Handelshögskolan i Stockholm. Han havde denne stilling i hele 36 år indtil 1965, og blev atter statsborger i Sverige.
Ohlin byggede ovenpå den ældre svenske økonom Eli Heckschers teorier om international handel og skabte dermed en sammenhængende tankegang, som kunne forklare internationale handelsmønstre ud fra forskelle i de enkelte landes faktorudrustning, dvs. beholdning af produktionsfaktorer. Det centrale resultat i teorien, der blev verdenskendt med Ohlins værk Interregional and International Trade, blev siden kendt som Heckscher-Ohlin-teoremet. I 1977 fik Ohlin (sammen med James Meade) Nobelprisen i økonomi for sin pionerindsats indenfor handelsteorien.

## Karriere som politiker
Som politiker var Ohlin partileder i det svenske Folkpartiet fra 1944 til 1967. Han var også handelsminister fra 1944 til 1945.